# Diarthrodes nobilis
Diarthrodes nobilis är en kräftdjursart som först beskrevs av Baird 1845. Enligt Catalogue of Life ingår Diarthrodes nobilis i släktet Diarthrodes och familjen Thalestridae, men enligt Dyntaxa är tillhörigheten istället släktet Diarthrodes och familjen Dactylopusiidae. Arten är reproducerande i Sverige. Inga underarter finns listade i Catalogue of Life.